# سان میگل د آلنده
سان میگل د آلنده (به اسپانیایی: San Miguel de Allende) از شهرهای کشور مکزیک است که در ایالت گوآناخوآتو قرار دارد و جمعیت آن طبق سرشماری سال ۲۰۱۰ میلادی ۶۹٬۸۱۱ نفر بوده است.